# Suport Vital de Bază

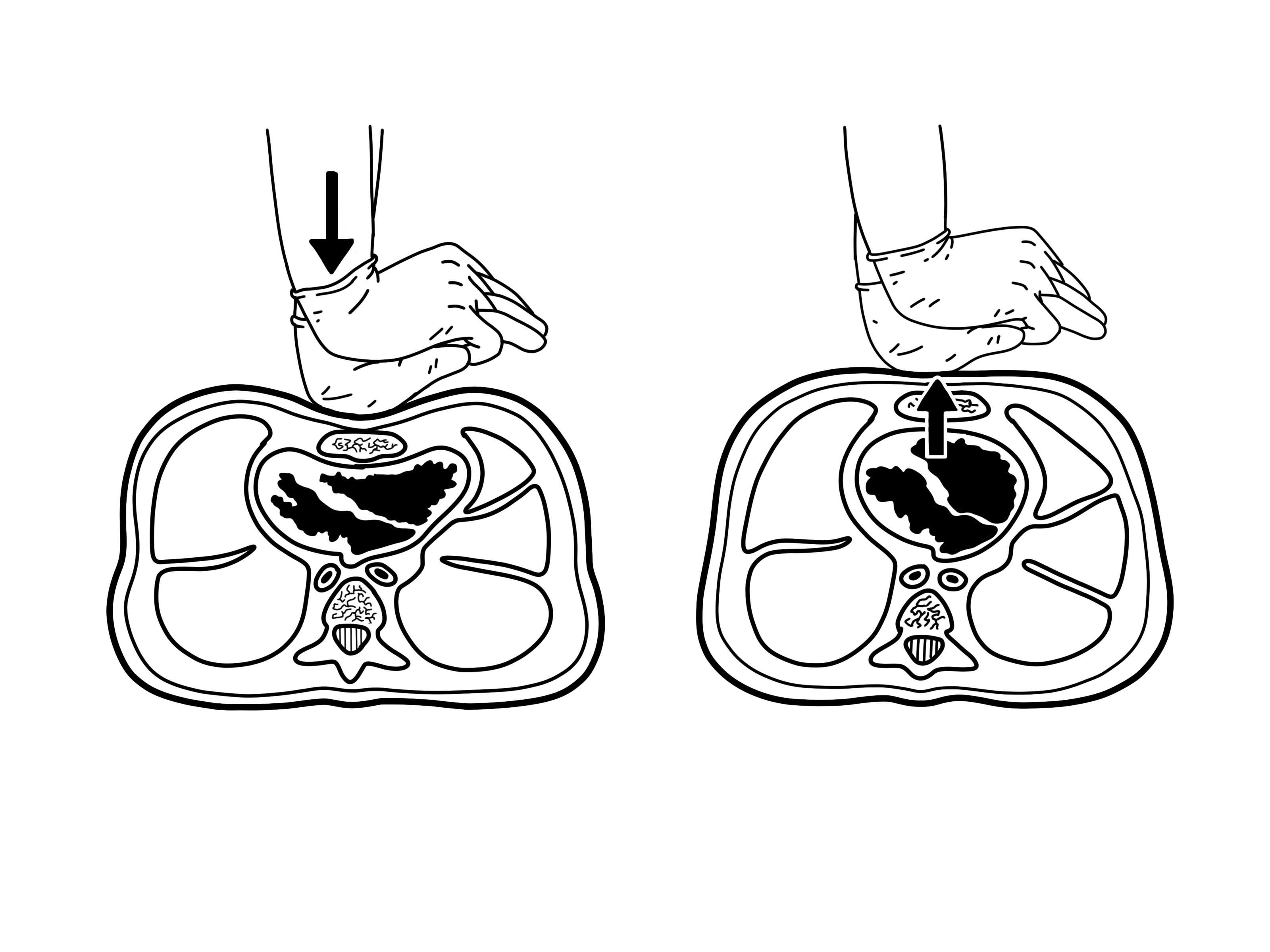
Ilustrare a unei compresii toracice corecte, în secțiune anatomică schematizată, evidențiind stimularea pompării cardiace.

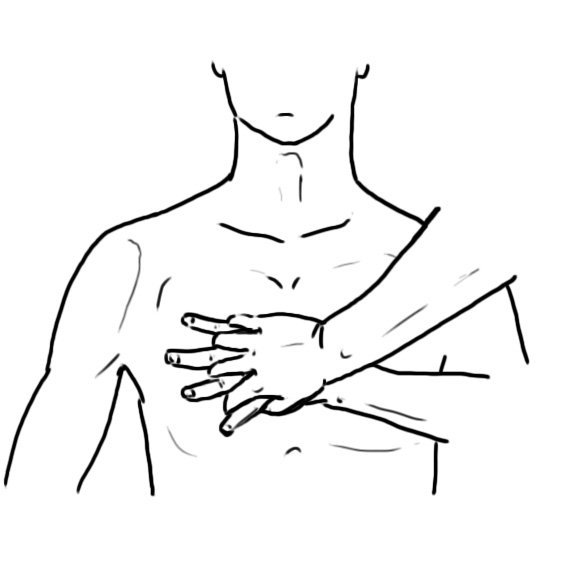
Diagramă, poziționarea corectă a mâinilor salvatorului pentru a realiza compresiile toracice (degetele ambelor mâini pot să fie strânse)

Suportul vital de bază (SVB) (BLS, engleză: basic life support) este reprezentat de un ansamblu de manevre și proceduri de resuscitare efecuate asupra unui pacient inconștient aflat în stop cardio-respirator care pot fi efectuate de către orice persoană (instruită în prealabil) pentru menținerea libertății căilor aeriene, suportul ventilației și circulației chiar și fără ajutorul vreunui echipament specific (defibrilator) cu excepția dispozitivelor de protecție.
Lanțul supraviețuirii (engleză: chain of survival) reprezintă un concept actual ce identifică secvența de acțiuni care, efectuate în ordinea corectă (analog ”verigilor dintr-un lanț”) și cât mai devreme posibil au un impact cumulat semnificativ asupra mortalității și prezenței complicaților în urma unui stop cardiac (de regulă în urma unui infarct miocardic) suferit în afara spitalului, crescând șansele de supraviețuire (fără sechele majore). Cele 4 componente (”verigi”) ale lanțului supraviețuirii sunt:
1. Recunoașterea (cât mai rapidă) a stopului cardiac și anunțarea serviciului de urgență
2. Inițierea (cât mai rapidă) a resuscitării cardiace prin compresii toracice
3. Restabilirea (cât mai rapidă) a ritmului cardiac stabil prin utilizarea defibrilatorului
4. Accesul (cât mai rapid) la suport vital avansat oferit de personal medical specializat într-o unitate medicală

Astfel, ghidurile actuale scot în evidență faptul că primele 3 componente ale lanțului supraviețuirii reprezintă intervenții care pot fi (și ar trebui) efectuate înainte de prezența la locul incidentului a echipajelor medicale, iar acestea sunt astfel vizate de protocolul de suport vital de bază.
Defibrilarea cu ajutorul unui defibrilator automat extern poate fi efectuată de către orice persoană (majoritatea modelelor actuale oferind instrucțiuni vocale simple și clare) iar astăzi aceste dispozitive sunt prezente și în locuri publice din unele orașe ale României.

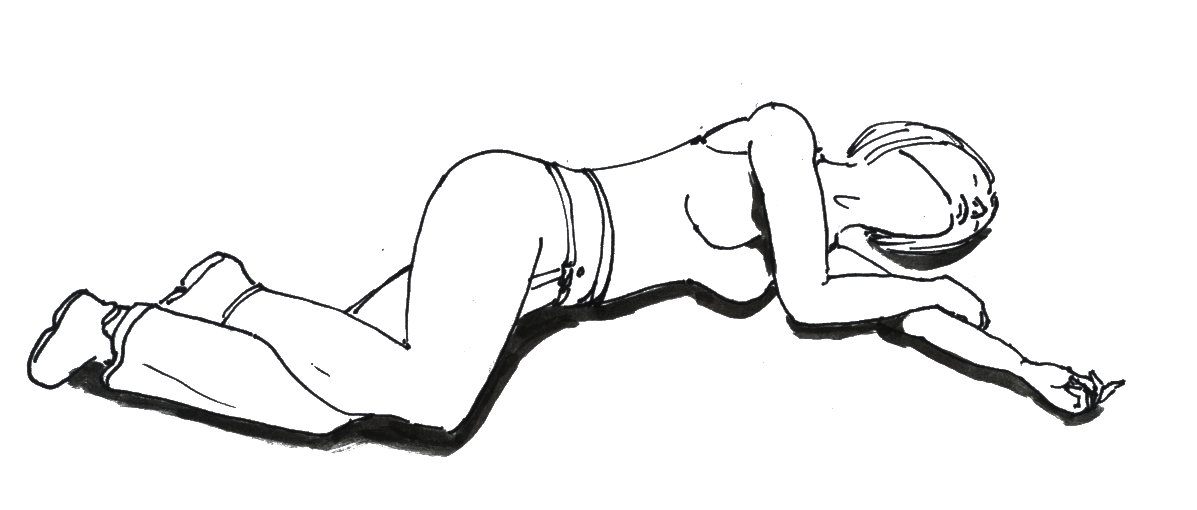
Poziția laterală de siguranță (engleză recovery position). Orice victimă inconștientă care respiră spontan trebuie pusă în poziție laterală, pentru a evita asipirația unei eventuale vărsături.

## Obiective
- Menținerea libertății căilor aeriene.

Simbolul universal care semnalează prezența unui defibrilator automat extern (AED, engleză: automated external defibrillator)

- Simbolul universal care semnalează prezența unui defibrilator automat extern (AED, engleză: automated external defibrillator)Asigurarea ventilației care să suplinească mecanica respiratorie și să permită realizarea schimburilor alveolocapilare.
- Menținerea funcției de pompă a inimii astfel încât să se realizeze o circulație eficientă și oxigenarea țesuturilor, în special a creierului.

## Secvența asigurării suportului vital de bază
Există numeroase autorități și organizații profesionale care emit periodic ghiduri proprii atât pentru personalul medical cât și pentru populația generală în legătură cu asigurarea suportului vital de bază, însă conținutul acestora este identic (acțiunile necesare, modul optim de efectuare și ordinea acestora fiind standardizate și acceptate la nivel mondial). Secvența prezentată în această secțiune este adaptată din recomandările Consiliului European de Resuscitare (original: European Resuscitation Council) din 2021, care sunt referințe pentru elaborarea protocoalelor locale și naționale pe teritoriul european.

### RecomandărileConsiliului European de Resuscitare, 2021[5]

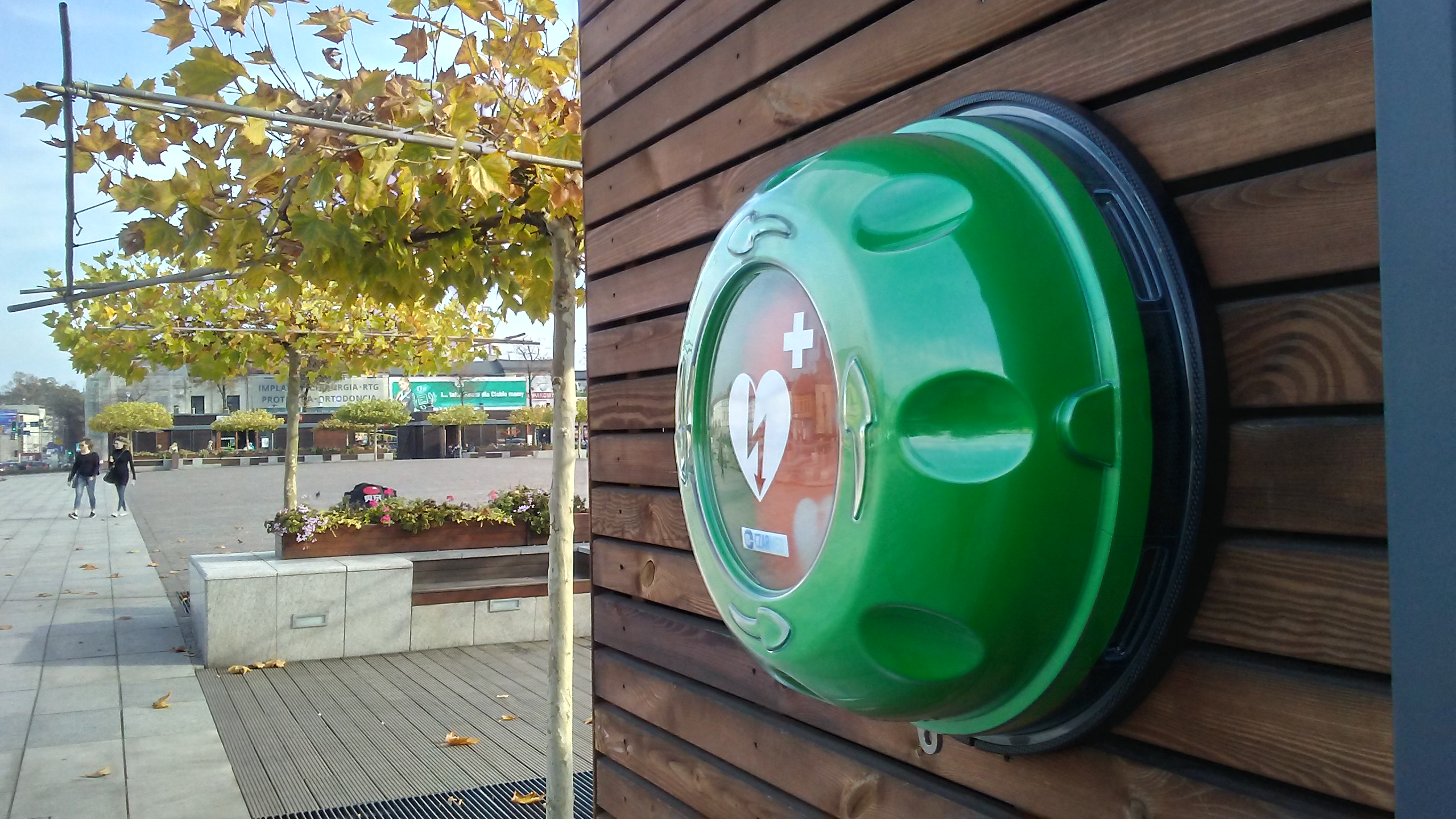
Defibrilator automat extern localizat în spații publice (Polonia)

- Defibrilator automat extern localizat în spații publice (Polonia)Evaluarea siguranței - se verifică dacă salvatorul însuși, victima și alte persoane prezente nu se află în pericol iminent.
  - Dacă nu se poate impune siguranța salvatorului și a celor din jur, nu este recomandată altă intervenție până la sosirea ajutoarelor specializate
- Se verifică dacă victima răspunde
  - Salvatorul se adresează verbal posibilei victime (”Sunteți în regulă ?”) și o scutură ușor apucând-o de umeri
- Deschiderea căilor aeriene
  - Dacă victima nu prezintă niciun răspuns, aceasta trebuie atent poziționată pe spate
  - Cu o mână aplicată pe fruntea victimei și degetele celeilalte mâini sub bărbia acesteia, se înclină ușor capul acesteia pe spate (hiperextensia capului) pentru a alinia căile aeriene
- Verificarea respirației
  - Se ascultă (privind în același timp pieptul victimei pentru a observa eventuale mișcări) timp de cel mult 10 secunde pentru a identifica dacă victima inconștientă respiră
  - Dacă sunt prezente doar câteva respirații rare, sacadate și zgomotoase (respirație agonală) nu se consideră că pacientul respiră eficient
- Dacă victima respiră dar este în continuare inconștientă, ultima acțiune este poziționarea acesteia în poziția laterală de siguranță
- Dacă victima nu respiră (sau situația este neclară)
  - Se apelează de urgență serviciul de ambulanță, ideal de către o altă persoană prezentă la fața locului, sau, în cazul în care este prezent un singur salvator, se recomandă trecerea apelului pe ”difuzor” (”speaker”)
  - Se trimite o altă persoană (dacă este prezentă) după cel mai apropiat defibrilator automat extern (dacă există unul disponibil în apropiere, de regulă în zone publice aglomerate, gări, mall-uri, instituții publice, etc.)
    - Dacă există un singur salvator la fața locului, nu se părăsește victima pentru a aduce un defibrilator, ci se inițiază direct manevrele de salvare

  - Următoarele acțiuni se pot realiza în timp ce are loc discuția telefonică cu operatorul din partea serviciilor de urgență
- Menținerea circulației, prin efectuarea compresiilor toracice
  - Salvatorul se așează în genunchi în lateralul victimei întinse pe spate
  - Se poziționează podul uneia dintre palme în centrul pieptului victimei și podul celeilalte palme peste acesta, cu degetele întrepătrunse (strânse)
  - Salvatorul se poziționează deasupra pieptului victimei (brațele sale întinse perpendicular pe pieptul victimei) și comprimă pieptul cel puțin 5 cm, eliberând apoi presiunea și lăsând pieptul să revină, fără însă a pierde contactul dintre podul palmei salvatorului și pieptul victimei.
  - Se repetă aceste compresii cu o frecvență de 100-120 compresii pe minut (se recomandă să se numere, nu să se aproximeze)
    - Pentru a reduce efortul salvatorului, se recomandă ca mișcările de compresie să fie efectuate din trunchi, nu din umeri sau coate
    - Deoarece manevrele de resuscitare sunt solicitante fizic pentru salvator, se recomandă schimbarea la câteva minute (sau atunci când simte că nu mai poate realiza compresii eficiente) cu o altă persoană, încercând pe cât posibil să nu întrerupă ritmul
    - Există aplicații mobile care pot ajuta în menținerea ritmului corespunzător al contracțiilor

  - Dacă salvatorul a fost instruit în prealabil pentru efectuarea respirațiilor de salvare (”respirații gură la gură”), este dispus și capabil fizic să efectueze aceste respirații în contextul dat, se vor administra 2 respirații de salvare la fiecare 30 de compresii
    - Se recomandă ca respirațiile de salvare să fie efectuate de o altă persoană (instruită) decât cea care realizează compresiile, dacă este posibil
    - Nu se întrerup compresiile pentru un interval mai lung de 10 secunde, indiferent de câte respirații salvatoare s-au efectuat în acest interval sau de calitatea acestora
    - Dacă în momentul efectuării respirațiilor de salvare nu se constată mișcarea pieptului victimei, căile aeriene sunt probabil obstrucționate

  - Dacă salvatorul nu este instruit pentru acordarea respirațiilor de salvare, nu este dispus sau este incapabil fizic să le efectueze în contextul dat se va continua cu efectuarea compresiunilor toracice cu frecvență de 100-120 compresii pe minut (această acțiune crescând șansele de supraviețuire chiar în absența respirațiilor de salvare)
- Imediat ce acesta este disponibil, se montează defibrilatorul automat extern (AED, engleză : automated external defibrilator) cu padelele (sau ”patch”-urile autoadezive) atașate direct pe piele și poziționate conform indicațiilor și diagramei furnizate de regulă împreună cu aparatul
  - Se urmează instrucțiunile (cel mai adesea vocale) oferite de aparatul de defibrilare
  - După administrarea șocului (sau dacă defibrilatorul anunță că un șoc nu este recomandat) se reiau imediat compresiunile toracice (și respirațiile)
- Manevrele de resuscitare trebuie să se oprească doar atunci când :
  - Un membru al echipajului de urgență ajuns la fața locului recomandă expres acest lucru (preia pacientul)
  - Salvatorul este extenuat, sau se află în pericol
  - Pacientul dă semne clare că își revine (se trezește, se mișcă, deschide ochii, respiră normal, etc.) - sunt rare situațiile în care o persoană aflată în stop cardiacă să își revină doar datorită compresiilor toracice